# Universidad Pontificia de Salamanca
La Universidad Pontificia de Salamanca (UPSA) es una universidad católica española, de carácter privado, fundada en 1940 y ubicada en Salamanca, con campus en Salamanca y Madrid. El curso 2018-2019 finalizó 3.659 estudiantes, 891 de  ellos lo hicieron en facultades eclesiásticas y centros vinculados.

## Historia
Los gobiernos liberales del siglo XIX hicieron que los estudios de Teología y Derecho Canónico fueran excluidos de la Universidad de Salamanca. El papa Pío XII crea, en 1940, una nueva universidad para restaurar esas dos facultades, en la misma ciudad, y le confiere la categoría de Universidad Pontificia. El Decreto de Erección fue firmado el 25 de septiembre de 1940, por petición expresa del episcopado español, cumpliendo así con la preocupación personal del Cardenal Plá y Deniel de recuperar en Salamanca las Ciencias Eclesiásticas, que habían sido poco a poco desplazadas y suprimidas definitivamente de las universidades españolas en 1852. De esta manera, tras varios intentos de restauración, vuelven a Salamanca los Estudios Eclesiásticos.
En los años 40 del siglo XX hubo varios intentos para unificar las dos Universidades salmantinas. Estos proyectos de integración se repitieron en los años 60, pero ninguno de ellos triunfó.
Así, aunque la actual Universidad Pontificia de Salamanca surge hace setenta y cinco años, pretende ser la continuación de las antiguas facultades eclesiásticas de la Universidad de Salamanca. La bula del papa Alejandro IV de abril de 1255 confirma el Estudio General de Salamanca creado por Alfonso IX de León en 1218. El mismo pontífice, en la Bula Dignum arbitramur de 22 de septiembre del mismo año, "concede validez universal (excepto en París y Bolonia) a los Grados otorgados por Salamanca in quacumque Facultate". Este hecho, junto a que un año antes, el rey Alfonso X el Sabio había otorgado al studium de Salamanca un Estatuto con el que le daba carácter real, son los que le confieren a la Universidad de Salamanca su carácter internacional. Desde 1254 había en Salamanca cátedras de Cánones y Leyes. En el siglo XIV el futuro papa Benedicto XIII (Pedro de Luna) constituyó la Facultad de Teología. Las Facultades Eclesiásticas, Teología y Cánones, tuvieron un fuerte auge en los siglos XVI y XVII.
Teología y Derecho Canónico constituyeron el núcleo de la Universidad Pontificia y son estas Facultades las que ocupan un puesto central en la Universidad Pontificia de Salamanca, por el significado que tienen en la concepción de la Universidad.
Cinco años después de su creación como Universidad Pontificia, se instauró la Facultad de Filosofía. En 1949 se implantaron los estudios de Filología Bíblica Trilingüe y en 1958 los de Ciencias de la Educación. Le siguieron, ya en 1971, los estudios de Psicología y Ciencias Políticas y Sociología, Enfermería en 1980, Fisioterapia en 1986, Ciencias de la Información en 1988, Informática en 1990, y la Facultad de Ciencias del Seguro, Jurídicas y de la Empresa en 1992.
La organización y estructura actuales de la Universidad Pontificia de Salamanca se definen en los años 70 convirtiéndose en Universidad de la Conferencia Episcopal Española.

## Sedes
La UPSA tiene su sede central en Salamanca, en la calle Compañía, en el Real Colegio del Espíritu Santo, más conocido como La Clerecía. Fuera de la sede central, se encuentran la Facultad de Comunicación y Magisterio, en la calle Henry Collet formando el campus Champagnat (anteriormente denominado Francisco Suárez).
Además, la universidad tiene en Madrid la sede de la Facultad de Enfermería y Fisioterapia, en la calle Gaztambide, y la sección de Teología Pastoral de la Facultad de Teología en el Instituto Superior de Pastoral, situado en el Paseo de Juan XXIII.
La UPSA cuenta con centros y titulaciones en Santiago de Compostela, Oviedo y Zaragoza además de Institutos teológicos afiliados o patrocinados en varias provincias españolas. De la Universidad Pontificia también depende el Instituto Español Bíblico Arqueológico (IEBA) Casa de Santiago en Jerusalén, que ofrece residencia a sacerdotes y miembros de la Facultad de Teología que deseen investigar en Jerusalén.

## Información académica
La Universidad Pontificia, en su sede de Salamanca, oferta las siguientes titulaciones oficiales:
- Licenciaturas: Derecho Canónico, Filosofía y Teología.

- Grados: Administración y Dirección de Empresas Tecnológicas; Ciencias de la Actividad Física y el Deporte, Comunicación Audiovisual, Educación Social, Enfermería, Ingeniería Informática, Logopedia, Maestro en Educación Infantil, Maestro en Educación Primaria, Marketing y Comunicación, Pedagogía, Periodismo, Psicología, Publicidad y Relaciones Públicas.

En su sede de Madrid, oferta los grados de Enfermería y Fisioterapia y la Licenciatura en Teología.
Además de las licenciaturas y grados, la Universidad Pontificia de Salamanca ofrece títulos de posgrado, doctorados, cursos de idiomas y cursos DECA (Declaración Eclesiástica de Competencia Académica), requisito exigido por la Conferencia Episcopal Española para ejercer como profesor de Religión Católica.
El Instituto Superior de Ciencias de la Familia ofrece un Máster Universitario en Orientación y Mediación Familiar además de otros cursos y títulos.